# Pensamientos filosóficos

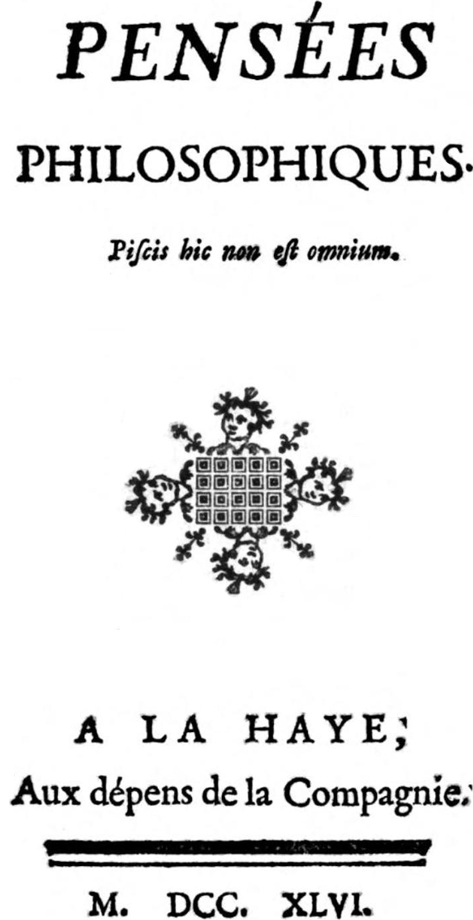
Pensées philosophiques, primera edición 1746

Pensamientos filosóficos ( en francés: Pensées philosophiques es la primera obra de Denis Diderot en forma de ensayo aforístico, publicada en 1746 de forma anónima y con una dirección fictiva: La Haya. De hecho, fue el editor parisino Laurent Durand, entonces establecido en la rue Saint-Jacques, quien la publicó clandestinamente.
El Parlamento de París condenó la obra y la hizo quemar públicamente en 1746, lo que contribuyó a aumentar su difusión y popularidad. Dado que el libro estaba muy bien escrito, y puesto que Diderot prefirió no revelarse como su autor, tanto sus amigos como sus enemigos pensaron que la obra era de algún autor establecido como Voltaire, La Mettrie o Condillac.
Diderot publicó adicionalmente de forma anónima en 1770 la colección de setenta y dos aforismos, Addition aux Pensées philosophiques, que escribió en 1762. Como sugiere el título, siguieron a los Pensées philosophiques. Diderot le envió a Sophie Volland una carta fechada el 11 de noviembre de 1762 donde le anunciaba la finalización de la producción del texto. Fue publicado por primera vez en 1763 en la Correspondance littéraire de Melchior Grimm.

## El lema
El lema de la portada de la primera edición (en latín: Piscis hic non est omnium, este pez no es para todos ) es una cita de la novela de André-François Boureau-Deslandes (1689–1757) Pygmalion, ou la statue animée de 1741, quien lo acuñó a partir de un pasaje de las Saturnales de Macrobio. La novela fue quemada  a causa de sus tendencias materialistas por orden del parlamento de Dijon el 14 de marzo de 1741.

## Contenido
Diderot comienza su ensayo con las palabras: “Escribo sobre Dios, cuento con pocos lectores, espero poca aprobación.
El texto en sí consta de 62 aforismos escritos puntiagudos y asistemáticos. Como resultado, Diderot no solo logró cambiar rápidamente los temas de su estilo narrativo, sino también camuflar pensamientos que contradecían el espíritu de la época predominante. Primero Diderot se dirige a la "rehabilitación de las pasiones humanas", que no expresaría su inferioridad, pero sin las cuales no habría nada sublime. Las pasiones, en francés: passions, son temáticos en los primeros seis aforismos (Aph. I a VI  ) en foco. Sin pasión, el espíritu humano se ve forzado a la blasfemia y la mediocridad.
A esto le sigue una crítica al fanatismo cristiano y a la idea de un Dios que sólo está enojado y vengador. Diderot comentó que la superstición era más dañina para Dios que el ateísmo. El texto se vuelve contra una comprensión dogmática del cristianismo. En el Aforismo XXIV que trata del escepticismo, el escepticismo fue descrito como un paso hacia la verdad, pero que requiere un examen minucioso y desinteresado. Los aforismos finales tratan críticamente las Escrituras, la creencia en los milagros y la glorificación del martirio.
| Aforismo      | Principios rectores temáticos y palabras clave |
| ------------- | --- |
| I-V           | Pasión |
| VI            | Juicio sobre la verdad |
| viii          | Culpable ante Dios, mortificación |
| viii          | Temor de Dios |
| IX-XI         | Idea de Dios |
| XII           | Superstición |
| XIII          | Ateo contra deísta |
| XIV           | Referencia a Blaise Pascal |
| XV-XVII       | Ateísmo |
| XVIII         | René Descartes, Nicolás Malebranche menos importancia para el materialismo que Marcello Malpighi. Importancia de Isaac Newton, Pieter van Musschenbroek, Nicolas Hartsoeker, Bernard Nieuwentijt como defensores de un enfoque materialista sin abandonar el deísmo |
| XIV           | Fascinación por la vida; Diderot como partidario de la hipótesis vitalista definida por Malpighi y Charles Bonnet y en oposición a las ideas de Georges-Louis Leclerc de Buffon.                                                                                    |
| XX            | Diálogo ficticio con un ateo, reconocimiento de la existencia de Dios pero rechazo de ideas estériles y especulaciones metafísicas |
| XXI           | La percepción y los resultados de la materialidad del mundo van en contra de la razón humana |
| XXIII         | Clasificación, categorización de los ateos en tres grupos: ateos verdaderos, ateos escépticos y héroes de la palabra como partidarios. |
| XXIII         | Marcas distintivas entre deísta, escéptico y ateo. |
| XXIV-XXXI     | Escepticismo, cuestionamiento de Dios, verdad. |
| XXII          | Incredulidad, fe, estupidez, hombre de espíritu |
| XXXIII-XXXIV  | Politeísmo y ateísmo, el escepticismo como protección frente a posiciones extremas |
| XXXVI         | La impiedad desde la perspectiva de otras culturas y religiones |
| XXXVI         | Incomprensión de los piadosos hacia el escepticismo |
| XXVIII        | Libre elección de cultos religiosos, como ejemplos el cristianismo y el islam |
| XXXVIII-XXXIX | Cuestión del fanatismo: muriendo por un culto religioso; martirio y exaltación |
| SG            | Cuestión de la oposición a los cultos y santuarios religiosos existentes utilizando el ejemplo del Islam y el de Polieucto de Melitene de la antigüedad tardía. |
| XLI           | El tiempo de la revelación, los milagros y las misiones extraordinarias ya no corresponde al espíritu de la época imperante |
| XLIII         | |
| XLII          | Aunque el cristianismo es pacífico, la conexión con el poder político ha dado alas al espíritu de los fanáticos. |
| XLV           | Juliano el Apóstata, Diderot elogió a este emperador romano. |
| XLV           | |
| XLVI          | |
| XLVIII        | |
| XLVIII        | |
| XLIX          | Se refiere a Jacques Abbadie y Pierre Daniel Huet, plantea la cuestión fundamental de la demostrabilidad de la religión. La prueba tendría que producir una certeza que sería proporcional a su valor probatorio                                                    |
| L             | |
| LII           | |
| LIII          | |
| LIV           | |
| LV            | |
| LVI           | |
| LVII          | |
| LVIII         | |
| LX            | |
| LLXI          | |
| LXII          | |

## Interpretación
Diderot, en su primer ensayo independiente, critica el fanatismo, los prejuicios religiosos y la superstición, que considera "más ofensivos para Dios que el ateísmo". También trata sobre tres posiciones filosóficas diferentes con respecto a la existencia de Dios: el ateísmo, el escepticismo, el deísmo.
Diderot aboga por una reconciliación de la razón con el sentimiento para lograr la armonía. Según el, la carencia de sentimiento tiene un efecto perjudicial sobre la razón, sin posibilidad alguna de crear obra sublime alguna. Pero aun así, la razón necesariamente debe gobernar sobre el sentimiento, porque sentir sin razón puede ser destructivo.
En el momento en que Diderot escribió este libro, se consideraba un deísta. Por lo tanto, su libro defiende el deísmo y presenta una serie de argumentos contra el ateísmo. Pero el libro también contiene una crítica de todas las formas de autotortura, incluida la autoflagelación. Para la edición de 1770 de la obra, Diderot incluyó algún material adicional que contenía herejías mucho más grandes; estos incluían una crítica explícita del cristianismo y secciones de desprecio por los teólogos.

## Origen e historia de la publicación

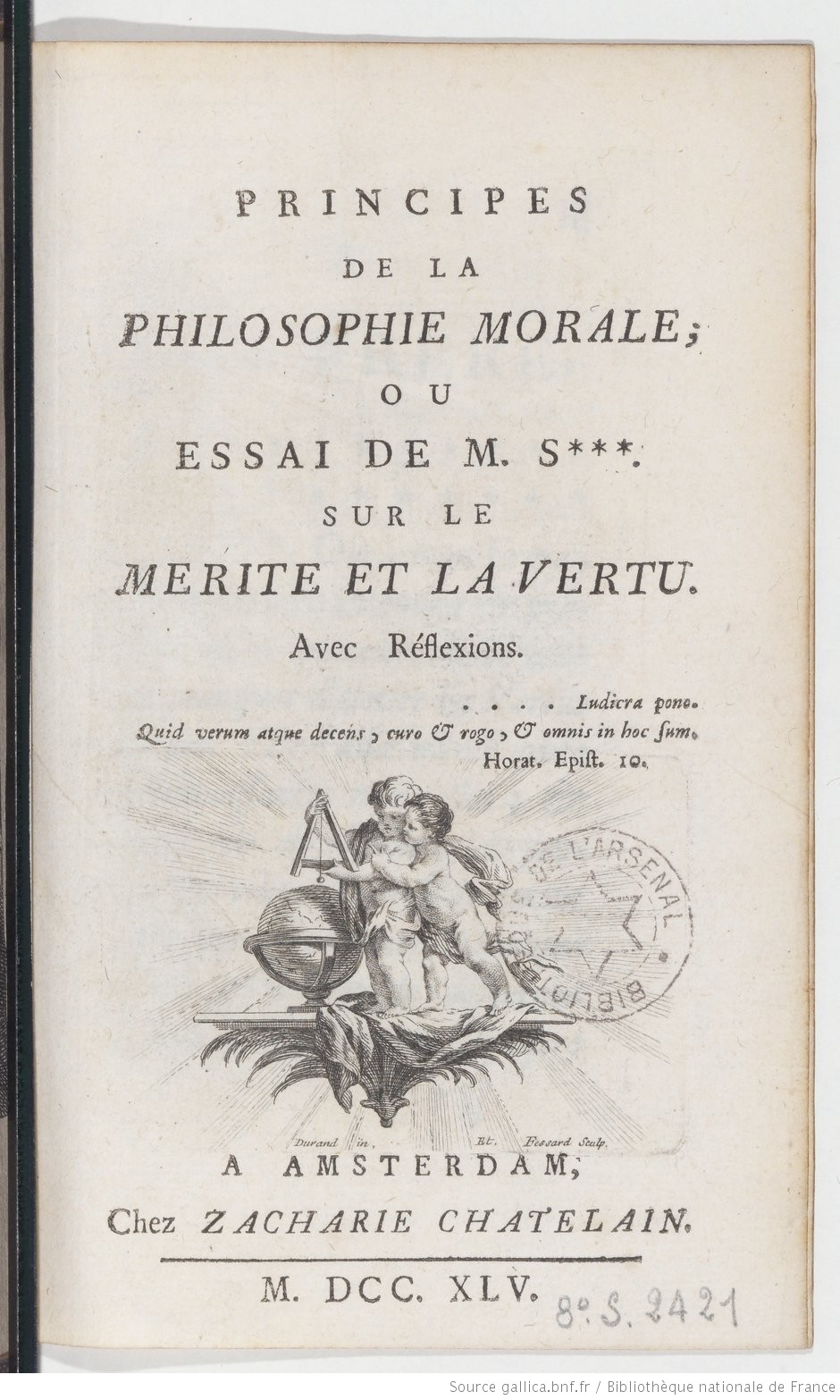
Principios de la filosofía moral (1746)

En 1745 Diderot había publicado su traducción de los Principios de la filosofía moral de Shaftesbury, o Essai de M. S*** sur le Mérite et la Vertu, Avec réflexions.  En su estudio, Shaftesbury argumenta que la virtud, la bondad y la belleza son fines en sí mismos, independientemente de la religión. En su detallado prólogo, Diderot trata intensamente las ideas de Shaftesbury, que quedaron reflejadas en su publicación posterior.
Los Pensamientos fueron publicados de forma anónima en 1746 por la editorial ficticia La Haye en La Haya, donde supuestamente también publicaron escritos otros autores franceses de la Ilustración, como Voltaire. En realidad, la tipografía fue impresa en París por Laurent Durand, impresor y editor de la rue Saint-Jacques. Los censores de París clasificaron el texto como subversivo, su justificación: "Con fingida indecisión, se pone a todas las religiones en el mismo plano, de modo que finalmente ninguna religión es reconocida"  y fue repudiado por resolución parlamentaria, para ser quemado en julio de 1746. El veredicto no parece haber impresionado a Durand, ya que la primera edición fue seguida por una serie de reimpresiones en los años siguientes. El manuscrito original no se ha conservado, probablemente debido a la naturaleza explosiva del contenido. Sólo cuando Diderot a causa de su ensayo Carta sobre los ciegos para uso de los que ven (en francés: Château de Vincennes ) estaba en prisión, admitió la autoría de los Pensées.
Desde el principio, el escrito despertó gran interés entre el público y ya en 1748 el teólogo luterano Jakob Elsner tradujo el texto al alemán. Se hizo una reimpresión en 1757 con el título Étrennes from Esprits forts, publicada por Porphyre en Londres según la portada, pero probablemente en Ámsterdam. Se publicaron más ediciones en Londres y una edición en francés e italiano en Ámsterdam en 1777, así como una edición titulada Entretien d'un philosophe avec Madame la maréchale de *** como obra póstuma de Thomas Crudeli.

## Recepción
Los Pensamientos desencadenaron un amplio debate tanto en el círculo de ilustradores franceses como en el clero, en el cual participaron -entre otros-  Jean Formey, posterior colaborador de la Encyclopédie, Nicolas-Sylvestre Bergier y Guillaume de Gaufridi-Fos (* 1715)   Con escritos críticos comentaron la obra: Frédéric-Louis Allamand (1709-1784), que se opuso a Diderot en 1751 con sus Pensées anti-philosophiques, y el Abbé Gabriel Gauchet. en sus Lettres critiques, ou analysis et réfutation de divers écrits moderns contre la religion (París 1757).
16 años después de su publicación, el padre paulino y novelista francés Michel-Ange Marin seguía lidiando con los Pensées intentando probar las contradicciones e inconsistencias de Diderot.
El romanista francés Roland Mortier (1920-1998), que reeditó los Pensées, describe la obra temprana de Diderot como una profunda transformación de la filosofía hacia 1750 o el siglo XVIII. siglo. Para Diderot, [la filosofía] se convierte en una herramienta para derrocar el pensamiento ortodoxo. "En una palabra: en el futuro el filósofo preferirá ser escritor o artista que pensador".
Según Raupp  la escritura estuvo expuesta a las influencias de la Ilustración temprana de Pierre Bayle ( Dictionnaire historique et critique (1697)) y Bernard le Bovier de Fontenelle, además de estar orientada hacia el deísmo inglés y aceptar premisas sensualistas como fundamentales.
Andreas Heyer  vio sobre todo en la metodología del escepticismo de Michel de Montaigne, la autoridad decisiva en el pensamiento de Diderot, que se refleja en particular en sus posiciones sobre las verdades tradicionales.

## Ediciones
- Denis Diderot: Pensées philosophiques. (= Œuvres complètes de Diderot. Band 1). Erstausgabe, Aux dépens de la Compagnie, La Haye i.e. Paris 1746 (Volltext).
- Denis Diderot, Laurent Versini: Diderot, Œuvres. Edition Laurent Versini. 5 Bände, Laffont, Paris 1991‑1997.
  - Band 1: Philosophie (= Bouquins.) Paris 1994, ISBN 2-221-05721-X. Darin: Pensées philosophiques./ Entretien d’un philosophe avec la maréchale de....
- Denis Diderot, Antoine Adam: Pensees philosophiques, addition aux pensees philosophiques: Letter sur les aveugles, addition a la lettre sur les aveugles: Supplement au voyage de Bougainville. (Préface Jean-Claude Bourdin) Garnier-Flammarion, Paris 1972, ISBN 2-08-070252-1.
- Diderot, Jean-Claude Bourdin: Pensées philosophiques. Addition aux Pensées philosophiques. GF Flammarion, Paris 2007, ISBN 978-2-08-071249-3.
- Denis Diderot, Ilse Lange, Max Bense: Gedanken über Philosophie und Natur. Verlag Werden und Wirken, Weimar 1947.